# Interfície de distribució de dades per fibra òptica
La interfície de dades distribuïdes per fibra (FDDI) és un estàndard per a la transmissió de dades en una xarxa d'àrea local. Utilitza fibra òptica com a mitjà físic subjacent estàndard.
També es va especificar més tard per utilitzar cable de coure, en aquest cas es pot anomenar CDDI (Copper Distributed Data Interface), estandarditzat com a TP-PMD (Twisted-Pair Physical Medium-Dependent), també conegut com TP-DDI (Twisted- Parella d'interfície de dades distribuïdes).

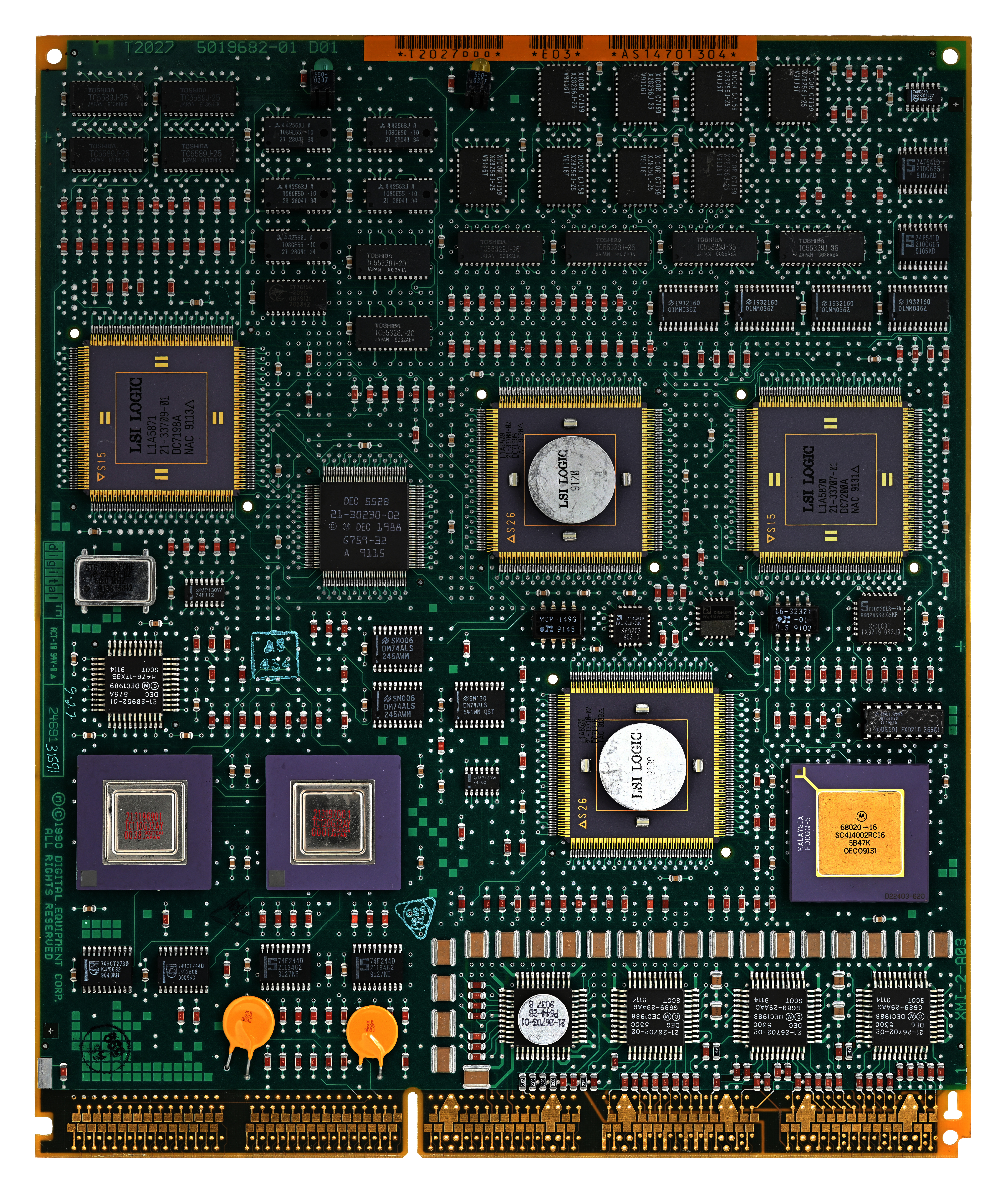
Controlador FDDI de connexió única per a bus XMI (PHY es troba en un mòdul de mampares independent).

FDDI es va convertir efectivament en obsolet a les xarxes locals per Fast Ethernet que oferia el mateix 100 Velocitats Mbit/s, però a un cost molt inferior i, a partir de 1998, per Gigabit Ethernet per la seva velocitat, cost encara més baix i ubiqüitat.

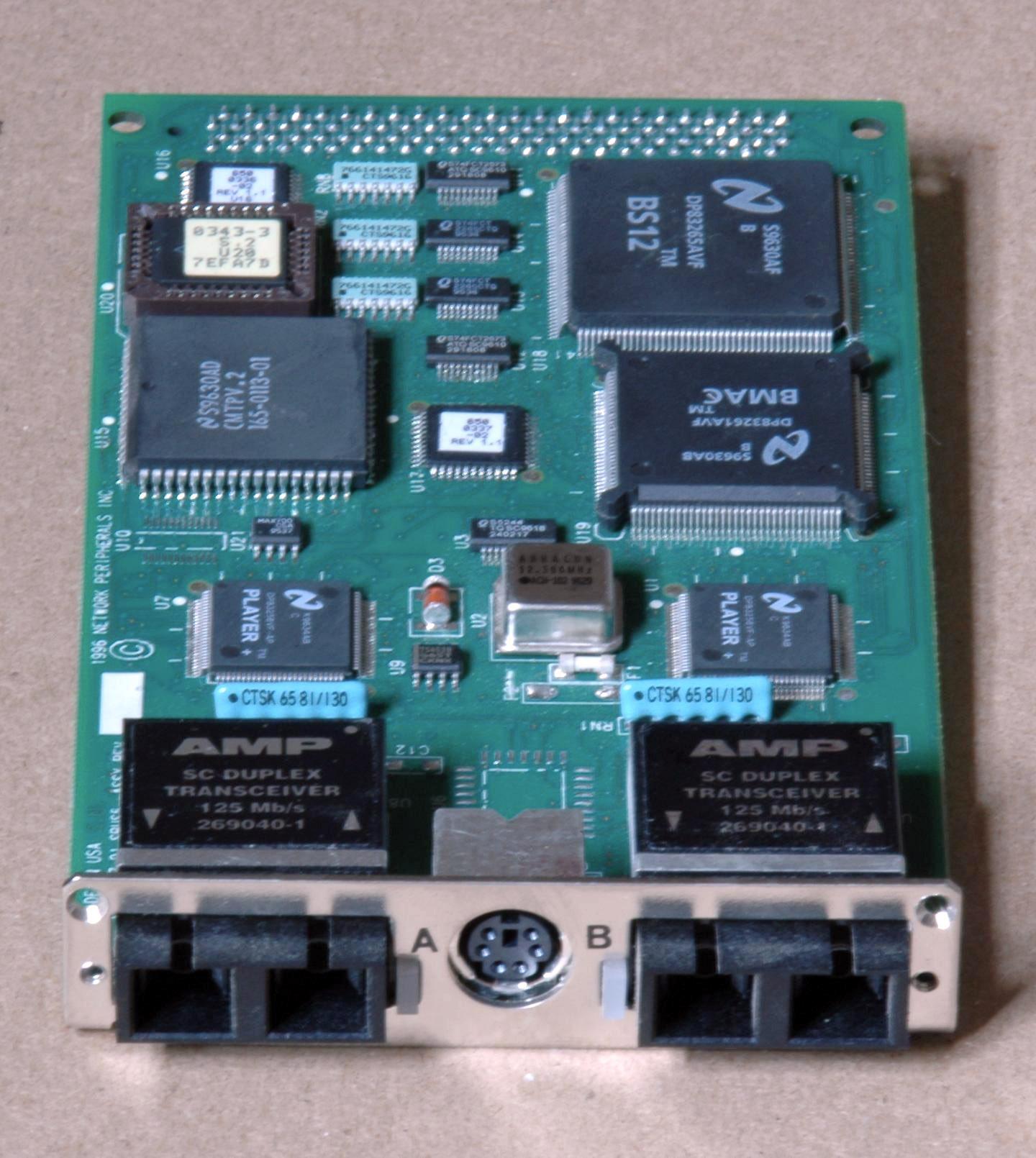
Placa FDDI de doble connexió per a SBus

## Descripció
FDDI ofereix un estàndard òptic de 100 Mbit/s per a la transmissió de dades a la xarxa d'àrea local que pot estendre's fins a 200 quilometres (120 mi). Tot i que la topologia lògica FDDI és una xarxa de testimonis basada en anell, no va utilitzar el protocol Token Ring IEEE 802.5 com a base; en canvi, el seu protocol es va derivar del protocol de testimoni cronometrat del bus de tokens IEEE 802.4. A més de cobrir grans àrees geogràfiques, les xarxes d'àrea local de FDDI poden donar suport a milers d'usuaris. FDDI ofereix tant una estació de doble connexió (DAS), una topologia d'anell de símbol de rotació inversa com una estació de connexió única (SAS), una topologia d'anell de pas de bus de símbol.
FDDI, com a producte de l'American National Standards Institute X3T9.5 (ara X3T12), s'ajusta al model d'interconnexió de sistemes oberts (OSI) de capes funcionals mitjançant altres protocols. El procés d'estàndards va començar a mitjans dels anys vuitanta. FDDI-II, una versió de FDDI descrita el 1989, va afegir una capacitat de servei de commutació de circuits a la xarxa perquè també pogués gestionar senyals de veu i vídeo. Es va començar a treballar per connectar les xarxes FDDI a la tecnologia de xarxes òptiques síncrones (SONET).
Una xarxa FDDI conté dos anells, un com a còpia de seguretat secundària en cas que falla l'anell principal. L'anell principal ofereix fins a 100 Capacitat Mbit/s. Quan una xarxa no requereix que l'anell secundari faci una còpia de seguretat, també pot transportar dades, ampliant la capacitat fins a 200 Mbit/s. L'anell únic pot estendre la distància màxima; un anell dual pot estendre's 100 km (62 mi). FDDI tenia una mida màxima de trama més gran (4.352 bytes) que la família Ethernet estàndard, que només admet una mida màxima de trama de 1.500 bytes, que permetia millors velocitats de dades efectives en alguns casos.

## Topologia
Els dissenyadors normalment construïen anells FDDI en una topologia de xarxa com un "anell dual d'arbres". Un nombre reduït de dispositius, normalment dispositius d'infraestructura com encaminadors i concentradors en lloc d'ordinadors host, estaven "connectats dualment" als dos anells. Els ordinadors host es connecten com a dispositius connectats únics als encaminadors o concentradors. L'anell dual en la seva forma més degenerada simplement es col·lapsa en un únic dispositiu. Normalment, una sala d'informàtica contenia tot l'anell dual, encara que algunes implementacions van desplegar FDDI com a xarxa d'àrea metropolitana.
FDDI requereix aquesta topologia de xarxa perquè l'anell dual passa realment a través de cada dispositiu connectat i requereix que cada dispositiu romangui operatiu contínuament. L'estàndard permet realment bypass òptics, però els enginyers de xarxa els consideren poc fiables i propensos a errors. Els dispositius com ara estacions de treball i miniordinadors que potser no estan sota el control dels gestors de xarxa no són adequats per a la connexió a l'anell dual.
Com a alternativa a l'ús d'una connexió de doble connexió, una estació de treball pot obtenir el mateix grau de resistència mitjançant una connexió de doble habitatge feta simultàniament a dos dispositius separats en el mateix anell FDDI. Una de les connexions s'activa mentre que l'altra es bloqueja automàticament. Si la primera connexió falla, l'enllaç de còpia de seguretat es fa càrrec sense cap retard perceptible.

## Format de trama
| Preàmbul, PA                                | 16 bits              |
| Delimitador d'inici, SD                     | 8 bits               |
| Control de fotogrames, FC                   | 8 bits               |
| Adreça de destinació, DA                    | 48 bits              |
| Adreça font, SA                             | 48 bits              |
| Unitat de dades de protocol (o paquet), PDU | Fins a 4478 × 8 bits |
| Seqüència de verificació de trames, FCS     | 32 bits              |
| Delimitador final/estat de trama, ED/FS     | 16 bits              |

La seqüència de comprovació de trames utilitza la mateixa comprovació de redundància cíclica que Token Ring i Ethernet.
L'Internet Engineering Task Force va definir un estàndard per a la transmissió del protocol d'Internet (que seria la unitat de dades del protocol en aquest cas) a través de FDDI. Va ser proposat per primera vegada el juny de 1989 i revisat el 1990. Alguns aspectes del protocol eren compatibles amb l'estàndard IEEE 802.2 per al control d'enllaços lògics. Per exemple, les adreces MAC de 48 bits que es van fer populars amb la família Ethernet. Així, altres protocols com el Protocol de resolució d'adreces (ARP) també podrien ser comuns.